# Лосиное молоко
Лоси́ное молоко́ — естественное природное материнское молоко вырабатываемое в виде секрета молочных желёз млекопитающих лосихами (лат. Alces) из биологического семейства Оленевые (лат. Cervidae) для кормления своих новорождённых лосят и используемое людьми после дойки одомашненных и сельскохозяйственных животных лосинных угодий и ферм в качестве пищевого продукта (питья) и/или сырья для производства разнообразных кулинарных изделий и блюд.

## Состав и пищевая ценность
Хотя молоком обычно питаются лосята, есть и несколько мест на планете, где доят лосих и осуществляют сбор их молока: Лосиная ферма Печоро-Илычского заповедника в республике Коми, Сумароковская лосиная ферма и Лосиная ферма ТХК Турнаево в России, ферма семьи Йохансон в Швеции и в Канаде.
Лосиное молоко содержит:
- жир — более 10 %
- белок — более 8 %
- аминокислоты
  - треонин
  - метионин
  - гистидин
  - серин
  - аланин
  - аспарагиновая кислота[1]

В мае лосихи телятся; лактационный период проходит обычно в промежуток с июля по август. Концентрация питательных веществ и жира в молоке выше в первые 25 дней лактации, которые считаются пиковым периодом; в оставшиеся дни лактационного периода концентрация питательных веществ, жира и минеральных элементов снижается. Однако, в отличие от коровьего молока, лосиное более жирное, менее сладкое и содержит большее количество таких микроэлементов, как селен, цинк, железо и алюминий.

## Применение лосиного молока
Лосиное молоко используют в различных народно-хозяйственных целях. В медицине:
- для лечения язвы желудка и двенадцатиперстной кишки;
- при лучевых поражениях;
- для профилактики цитостатического дисбактериоза при лечении больных лимфогранулематозом.

Лечебный эффект обусловлен, прежде всего, высокой лизоцимной активностью: 40—65 мкг/мл.

## Сельское хозяйство и продажа
В России и Скандинавии предпринимались попытки одомашнить и использовать лосей как молочное животное, однако сложность содержания делает это экономически нецелесообразным. Но всё же в настоящее время в России существуют лосефермы: Лосиная ферма Печоро-Илычского заповедника в республике Коми, Сумароковская лосиная ферма в Костромской области и Лосиная ферма ТХК Турнаево в Тюменской области. Также в Костромской области находится Санаторий им. Ивана Сусанина, который располагает уникальной лечебно-оздоровительной базой, единственной в России, где для лечения применяется лосиное молоко. Хорошие результаты клинического и лабораторного анализа получены при лечении лосиным молоком тяжелейших заболеваний крови — лейкоза и лимфогранулематоза. Оно способствует выведению радионуклидов из организма.
Некоторые Российские исследователи рекомендуют использовать лосиное молоко для профилактики гастроэнтерологических болезней у детей из-за высокой лизоцимной активности: 40—65 мкг/мл.
Лосиная ферма «Лосиный Дом» (швед. Älgens Hus) в Швеции появилась благодаря Кристеру и Улле Йохансон, которые верили, что станут единственными в мире производителями лосиного сыра. Ферма состоит из трёх приносящих молоко лосих, из надоя которых получается примерно 300 кг сыра в год. Надой встревоженной лосихи становится небольшим, поэтому иногда приходится доить её по несколько часов в тишине, чтобы получить полные 2 литра надоя.
Российский исследователь лосей Александр Минаев тоже пытался сделать сыр из лосиного молока, но он заявил, что из-за высокого содержания белка сыр твердеет слишком быстро.